# Jubileumsutställningen i Göteborg
För industriutställningen i Göteborg 1891, se Göteborgsutställningen 1891

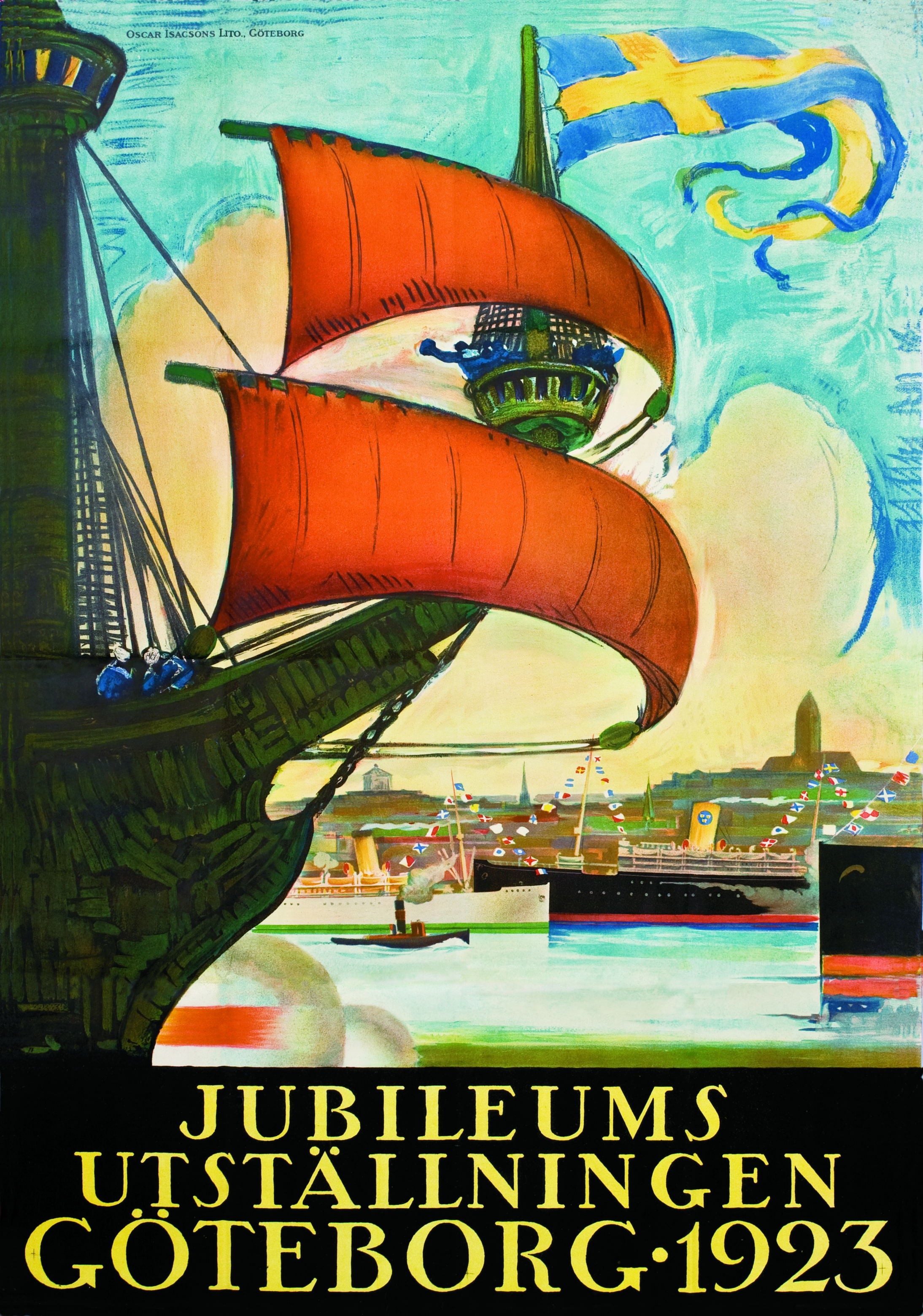
Affischen för Jubileumsutställningen i Göteborg 1923.

Jubileumsutställningen i Göteborg invigdes den 8 maj 1923 av kung Gustaf V. Utställningen arrangerades för att högtidlighålla stadens 300-årsjubileum som visserligen inträffade 1921 men utställningen blev fördröjd till 1923. Utställningen var planerad att stänga den 30 september men förlängdes till den 15 oktober och hade då besökts av 4,2 miljoner personer. Generalkommissarie för utställningen var Harald Adelsohn.
Det var en mycket stor utställning som omfattade stora delar av Göteborg och ett flertal av dagens mer välkända byggnader och institutioner grundades som exempelvis Göteborgs konstmuseum, Göteborgs botaniska trädgård, Liseberg och Svenska Mässan. I huvudsak var utställningen lokaliserad till två områden: området för själva Jubileumsutställningen med 244 680 m² samt området för lantbruksmötet, luftfartsutställningen och nordisk trädgårdsutställning med 224 000 m².
Landshövding Oscar von Sydow och Göteborgs stadsfullmäktiges ordförande Axel Carlander stängde utställningen genom att i "Den gyllene boken" (minnesboken) skriva de sista raderna den 15 oktober 1923: År 1923 den 15 oktober klockan 6.50 e. m. stängdes portarna till Göteborgs jubileumsutställnings minneshall, sedan utställningen vid en ceremoni å terrassen framför minneshallen högtidligen avslutats.

## Bakgrund och planering

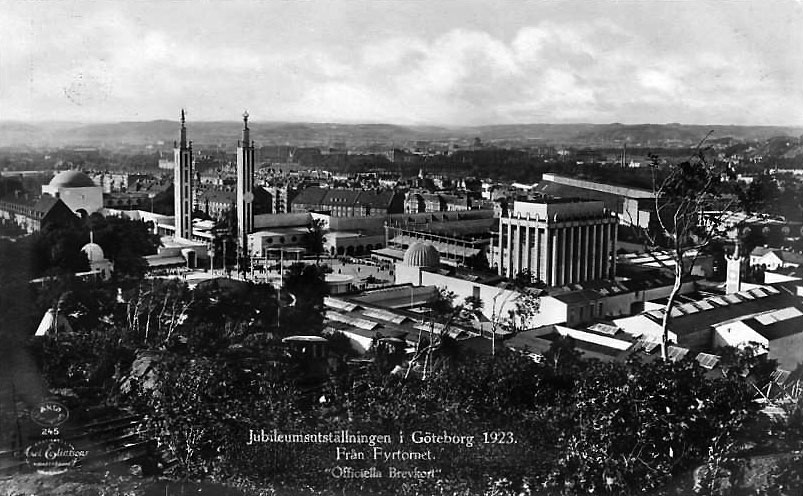
Översiktsbild över utställningen från fyrtornet.

Planer för en större utställning hade funnits i Göteborg under en längre tid. Den 15 maj 1914, invigningsdagen för Baltiska utställningen i Malmö, framställdes på ledarplats i konservativa Göteborgs Morgonpost förslaget att man skulle högtidlighålla stadens 300-årsminne med en utställning. Detta ledde fram till att stadsfullmäktiges ordförande grosshandlare Axel Carlander i januari 1915 lämnade in en motion där han föreslog anordnandet av en dylik utställning. Han skulle senare bli utställningens styrelseordförande tillsammans med landshövding Oscar von Sydow.
Under det långa planeringsstadiet växte utställningen successivt till sin storlek och gick från att ha varit en regional angelägenhet, till en nationell. Projektet kantades av politiskt rävspel och ekonomiska svårigheter. Landet led av ekonomisk depression och vänstern och socialdemokraterna var emot utställningen och många ansåg att det var ekonomiskt vansinne att satsa så mycket pengar på en "lyxutställning". Men trots detta motstånd lyckades utställningsförespråkarna övertyga sina motståndare och det slutliga klartecknet för utställningen klubbades igenom i fullmäktige i november 1920.
Som en del i marknadsföringen av utställningen tillverkades en gipsmodell av utställningsområdet "för ytterligare tydlighets skull illuminerad i olika färger från de respektive små byggnaderna. Nöjesfältet har sålunda fått röd belysning, minneshallen blå, minareterna ha försetts med blixtfyrar m. fl. anordningar. Modellen lämnar intet som hälst övrigt att önska i fråga om överskådlighet och tydlighet och tilldrager sig stor uppmärksamhet, nu i Stockholm, där den är utställd i Jubileumsutställningens propagandafönster vid Biblioteksgatan, för att sedan sändas vidare til Köpenhamn, Kristiania och London."

### Politiska oroligheter och orättvisor
Redan sommaren 1923 skrev författaren Martin Andersson i Folkets Dagblad Politiken en artikel som med utgångspunkt i jubileumsutställningen tog upp klassamhällets orättvisor. I en stad som blev allt mer segregerad och där fattigdomen ökade kunde utställningen mycket väl ses som en symbol över Göteborgs sociala orättvisor och makthavarnas självgodhet. Bland annat för att stävja protester från arbetslösa hade stadsfullmäktige anslagit att man skulle skänka 100 000 kronor till de arbetslösa. Men protesterna uteblev ändå inte. Det hade under en period pågått en strejk bland Göteborgs hamnarbetare som kort före invigningen utvidgats på grund av att strejkbrytare sattes in. Strejken utvidgades till att också omfatta byggnadsarbetarna på utställningen och dagen innan utställningen skulle invigas av kung Gustaf V utbröt slagsmål och skottlossning mellan strejkande arbetare och strejkbrytare, dock utan att någon blev allvarligt skadad. Genom medling lyckades man lugna strejkarna och arbetet med utställningen kunde slutföras.

## Arkitekturen och utställningsområdet

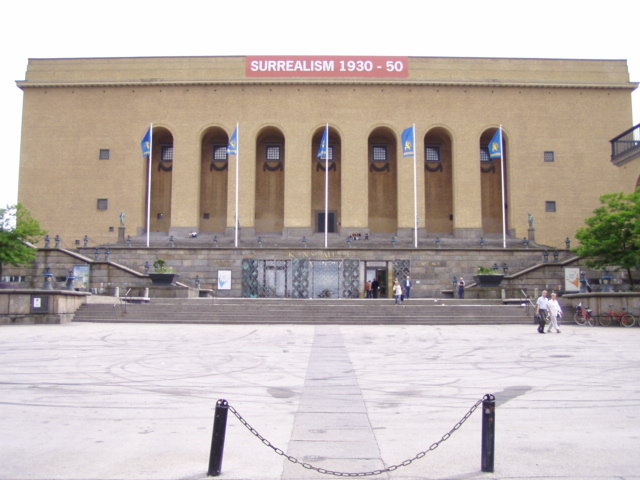
Göteborgs konstmuseum vid Götaplatsen, som båda anlades inför jubileumsutställningen i Göteborg 1923.

1916 utlyste utställningsstyrelsen en tävling för utformningen av Götaplatsen. Denna tävling vanns av de i Göteborg väletablerade arkitekterna Sigfrid Ericson och Arvid Bjerke tillsammans med Ragnar Ossian Swensson och Ernst Torulf som tillsammans bildade ARES-konsortiet. I januari 1920 utsågs de att bli huvudarkitekter för hela utställningen. Torulf och Swensson lämnade gruppen 1921. Många enskilda byggnader som byggdes på utställningsområdet ritades av andra arkitekter. Inför utställningen tillkom flera nya byggnader och institutioner i staden, vissa som står kvar än idag och vissa som har rivits. Stilen på byggnaderna och utställningensområdet var främst klassicistisk, inspirerad av grekisk och romersk (pompejansk) arkitektur. Där fanns också inslag av empire och tydliga österländska, främst kinesiska, inslag. Byggnadsarbetena påbörjades redan 1920 och utställningsområdena var i huvudsak förlagda i stadsdelen Lorensberg och upptog cirka 245 000 m².
Utställningen var uppdelad i ett antal huvudgrupper:
- Historiska utställningen
- Kommunalutställningen
- Skandinavisk konstutställning
- Utlandssvenskarnas utställning
- Utställning av svenskt konsthantverk och konstindustri
- Svensk exportutställning

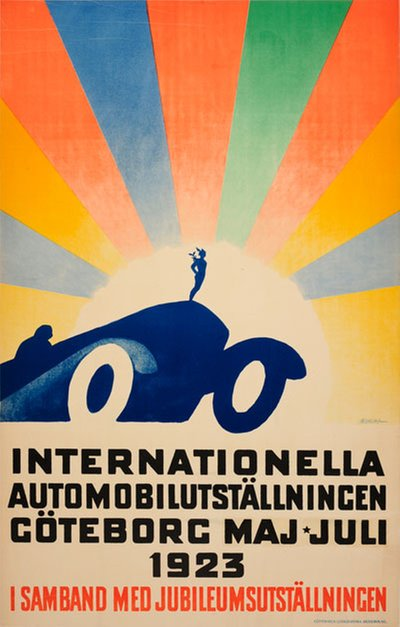
En sidoutställningen under Jubileumsutställningen var Internationella automobilutställningen, som öppnade 11 maj.

Därutöver ordnades sidoutställningar där främst 22:a allmänna Svenska Lantbruksmötet, internationella luftfartsutställningen i Göteborg 1923 (ILUG 1923), 5:e Nordiska trädgårdsutställningen, Internationella automobilutställningen kan nämnas och idrottspelen på det nybyggda Slottskogsvallen.

### Platsbildningar, byggnader, och institutioner som anlades på utställningsområdet
Rent arkitektoniskt och platsmässigt kan man främst tala om fem områden:  Götaplatsen med Konstutställningen och entrén, Historiska minnesutställningen, Exportutställningen, Nöjesfältet Liseberg och Lantbruks- Luftfarts- och Trädgårdsutställningen.

#### Götaplatsen med Skandinaviska konstutställningen
Götaplatsen anlades längst upp på Kungsportsavenyn som en klassicistisk och imponerande fond. Här anlades och planerades ett kulturcentrum och ett offentlig finrum. Under utställningen var den omgärdad av höga plank. Mitt på Götaplatsen hade man byggt en springbrunn på samma plats där man senare placerade Carl Milles skulptur Poseidon. På ett ungefär i höjd där Stenhammarsgatan ligger idag gick ett metallstaket och innanför detta låg entrégården. Redan 1921 var det planerat att man skulle placera en teater och ett konserthus uppe på Götaplatsen men dessa båda byggnader blev inte byggda förrän några år in på 1930-talet.
Göteborgs Konstmuseum byggdes ovanför Götaplatsen, som en avslutning och en fond för Kungsportsavenyen. Ovanför museets sju valv hängde stora runda medaljonger med reliefer av Carl Milles som var gjorda i gips och trä. Dessa togs ner 1928. Göteborgs Konsthall som ligger till höger om konstmueet var när den byggdes i samband med utställningen en mycket större byggnad än vad den är idag. Huset sträcktes sig över hela den tomt som idag ligger bakom konsthallen. Under jubileumsutställningen pågick en konstutställning med samtida nordisk konst på Konstmuseet och på Konsthallen. I den lokal som vi idag kallar Göteborgs Konsthall visades den norska delen av utställningen med bland andra Edvard Munch. Den danska och finska delen visades i två intilliggande byggnader som idag är rivna, medan den svenska konsten höll till inne på Göteborgs Konstmuseum.
Kommissariatbyggnaden låg på ett ungefär där Göteborgs Stadsteater ligger idag. Den låga byggnaden var byggd som ett provisorium och innehöll bland annat kontor och informationspersonal. Utställningsgaraget ungefär ett kvarter nedanför där Göteborgs konserthus ligger idag. Huvudentrén låg mitt emot Konsthallen, och revs någon gång mellan 1925 och 1927. Lilla gården fungerade som en del av entrébyggnaden. Här inne stod två stora träd och vägen ledde in till den så kallade Entrékupolen.

#### Historiska minnesutställningen

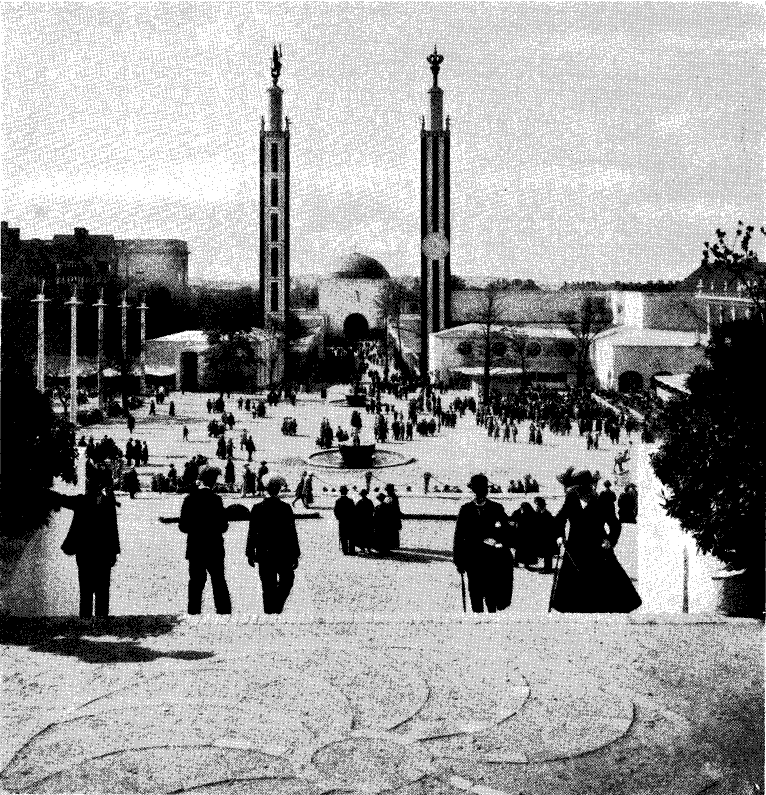
Stora gården 1923, sedd från minneshallen

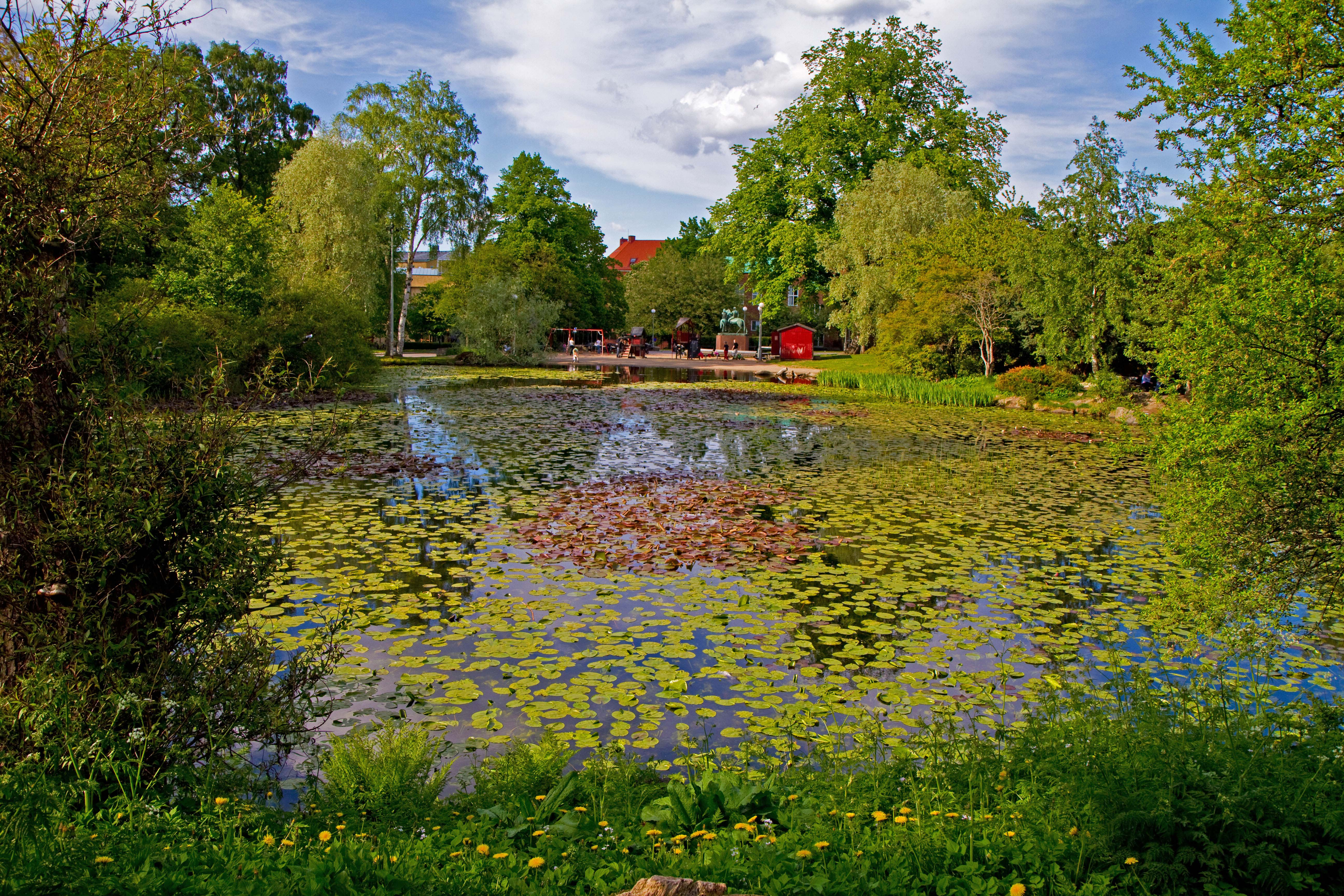
Näckrosdammen, som anlades i samband med utställningen.

- Långa gården låg i nitto grader i förhållande till Lilla gården och man kom dit genom att passera Entrékupolen. Långa gården kantades bland annat av två pelargångar.
  - Minareterna stod mellan Långa gården och Stora gården och var två stycken 60 meter höga fyrkantiga trätorn som pryddes av en kopia av Kronan respektive Lejonet på toppen. I det ena tornet fanns en brandvakt.
- Stora gården
  - Huvudrestaurangen låg till vänster och hade tre terrasser med serveringar med plats för 8000 gäster.
  - Byggnaden för allmän kulturhistorisk avdelning
  - Minneshallen fungerade som den pampiga avslutningen och fonden för Stora gården. Byggnaden låg på ett ungefär där Humanisten ligger idag och den hade en fasad med tio fyrkantiga pelare som belystes på kvällar och nätter.
  - Byggnaden för handelshistoriska utställningen låg till höger om Minneshallen och var en kupolförsedd byggnad.
  - Entrén till Handelsgatan låg till vänster om Minneshallen och hade en skulptur av en grip med utbredda vingar över ingången.
- Handelsgatan tillsammans med Hemslöjdsgatan gick bakom Minneshallen, mellan Entrén till Handelsgatan och Byggnaden för handelshistoriska utställningen.
  - Ostindiska tornet
- Näckrosdammen som delvis finns kvar än idag anlades sydväst om Stora Gården. Redan tidigare hade där funnits en damm.
  - Idrottshallen var en utställningshall om idrottsföreningar och en stor samling fanor.
  - Byggnaden för navigationsväsendet
  - Sjöfartshallen och Sjöfartsgården låg i anslutning till Näckrosdammen upp mot Johanneberg och innehöll en utställning med bland annat fartygsmodeller. Exempelvis ett handelsfartyg från senare delen av 1400-talet och Kalmare Nyckel som var det ena skeppet i den första svenska expeditionen till Nya Sverige.
  - Hallen för konsthantverk och konstindustri ritades av arkitekten Hakon Ahlberg.
  - Bengtas konditori
  - Musikpaviljong
  - Bergbanan var en bergbana på räls uppför Johanneberg till Fyrtornet.[5][6] Den byggdes och drevs av företaget Nordströms linbanor.
  - Byggnaden för eldbegängelseföreningens utställning låg upp mot Johanneberg.
- Fyrtornet var ett utkikstorn uppe på johanneberg där bergbanan slutade. Grunden finns kvar än idag.
- Barnens paradis låg i Landeriparken vid sidan av Johannebergs landeri nära Södra vägen. Där fanns Barnens vaktparad, Pepparkakshuset, Galoschgungan och Sago-Greta.
- Viadukten var en större överbyggd bro med ett flertal butiker på ömse sidor och den gick över Södra vägen ungefär vid Korsvägen mellan Historiska utställningen och Exportutställningen.
- Gondolen var en linbana som gick över Södra vägen mellan Historiska utställningen och Nöjesfältet Liseberg. Sationerna låg bakom Minneshallen och på Lisebergsidan på berget ovanför mangårdsbyggnaden. Liksom bergbanan byggdes den av Nordströms linbanor. Linbanan kallades för "ägget" på grund av dess form.

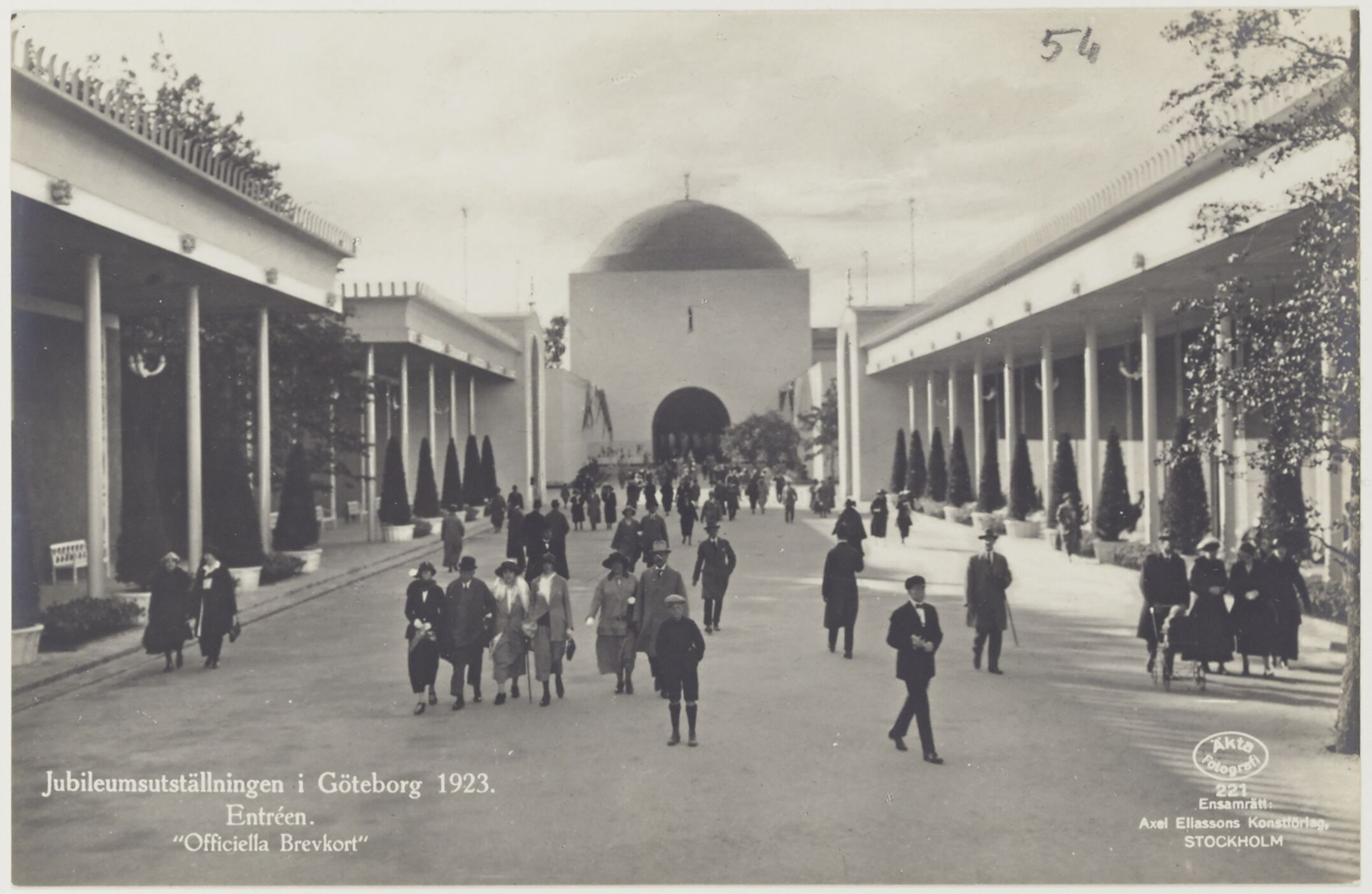
Entrékupolen och Långa gården
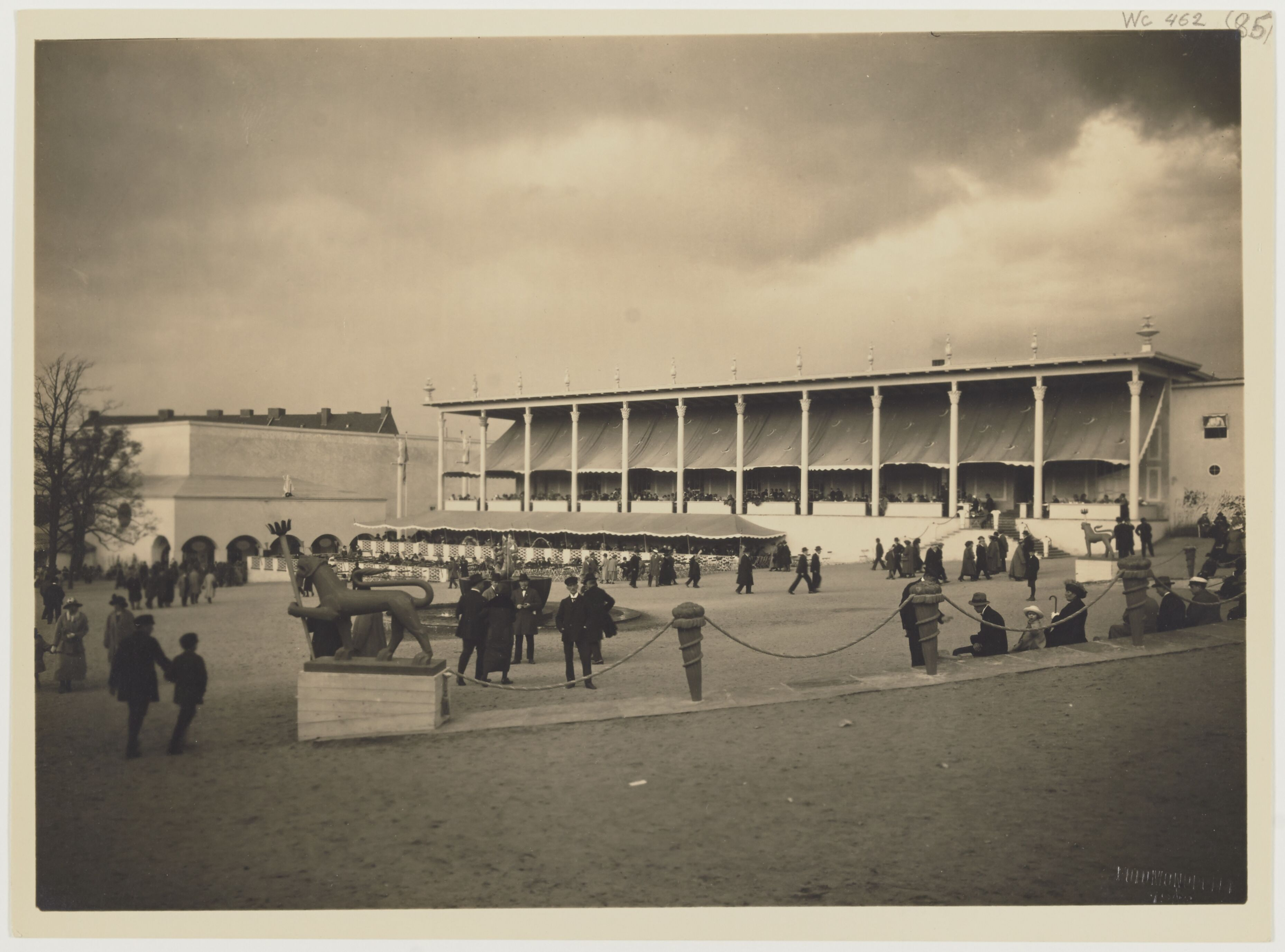
Huvudrestaurangen.
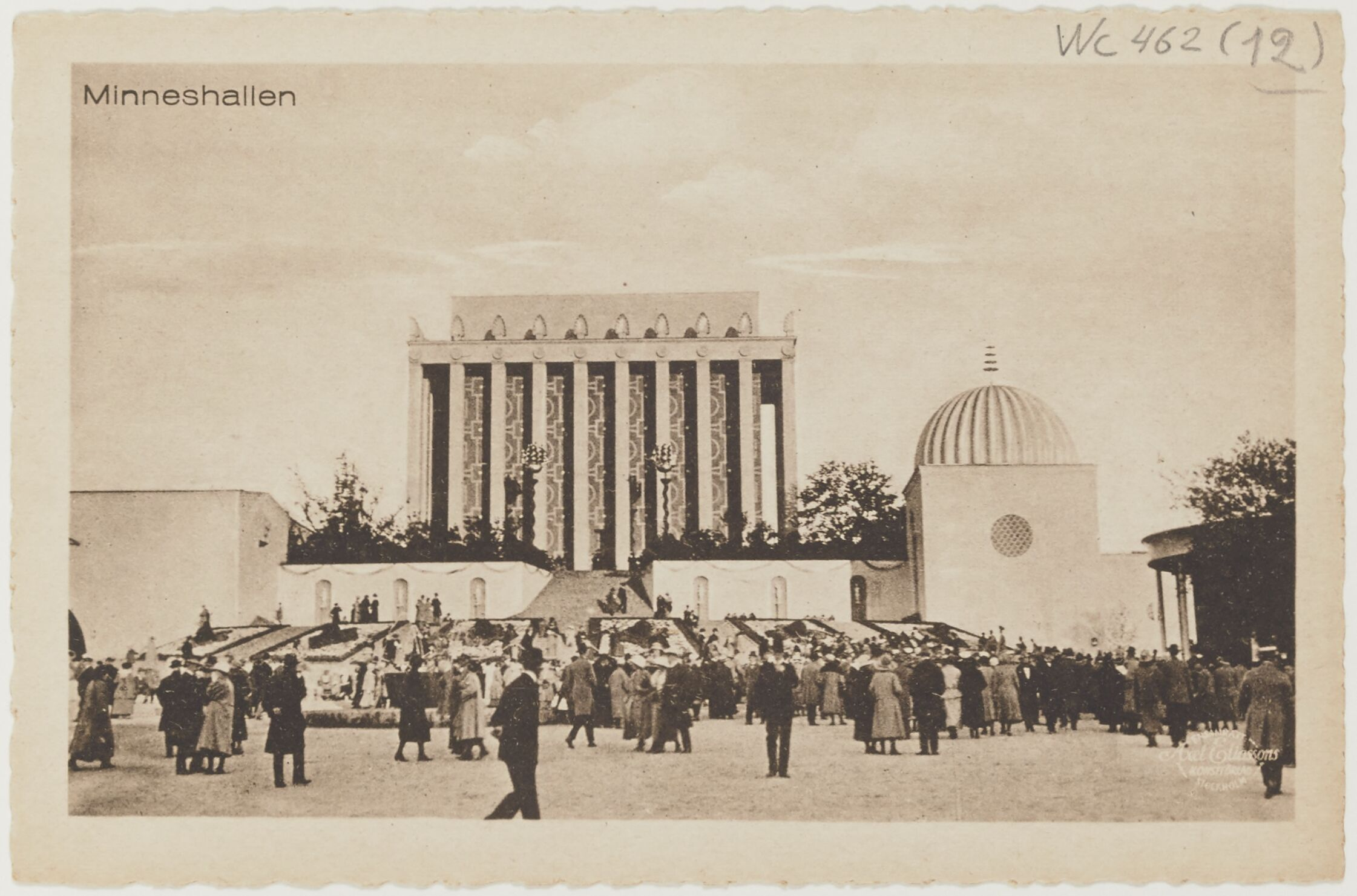
Minneshallen och Byggnaden för handelshistoriska utställningen.
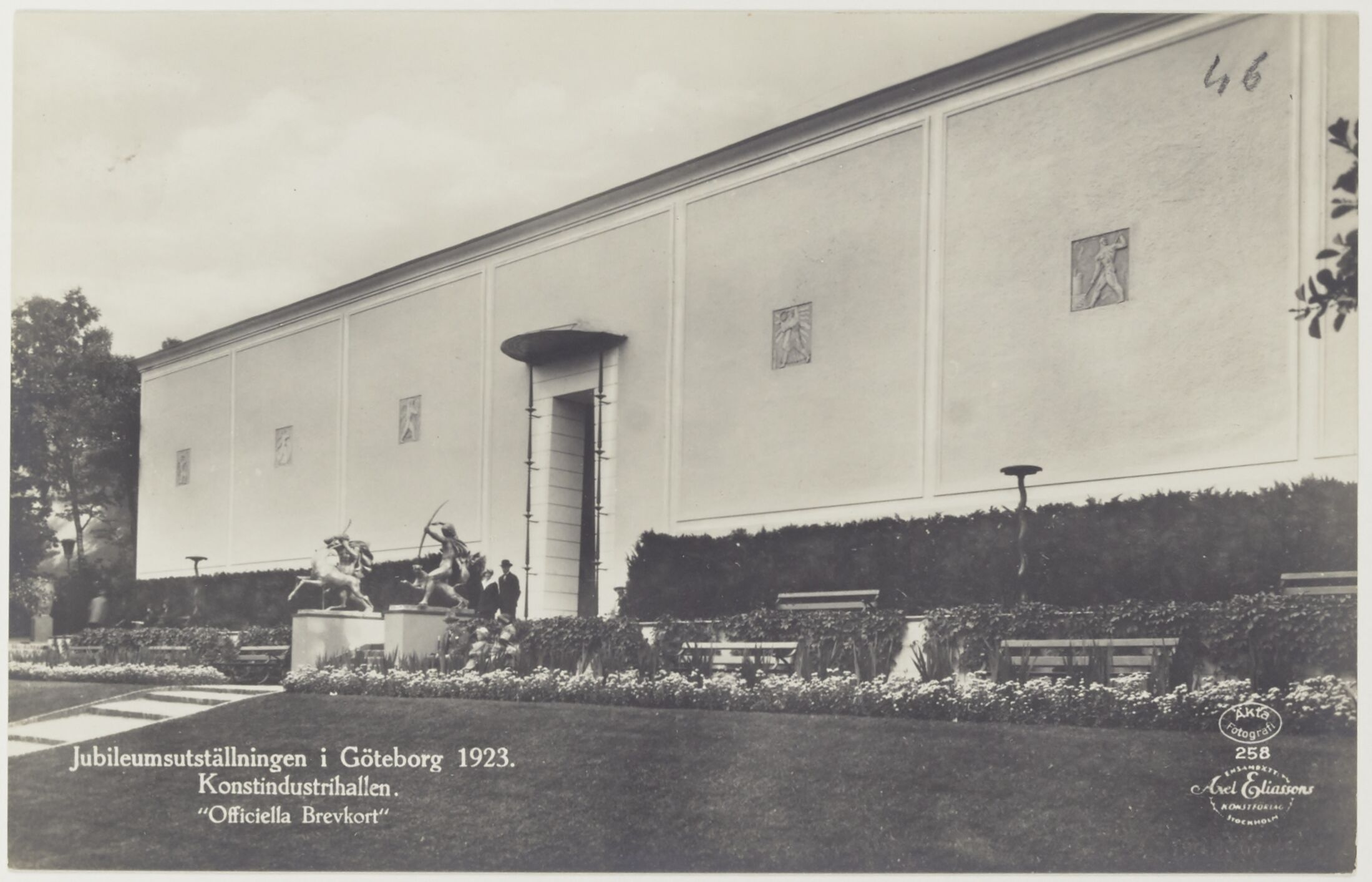
Konstindustrihallen.
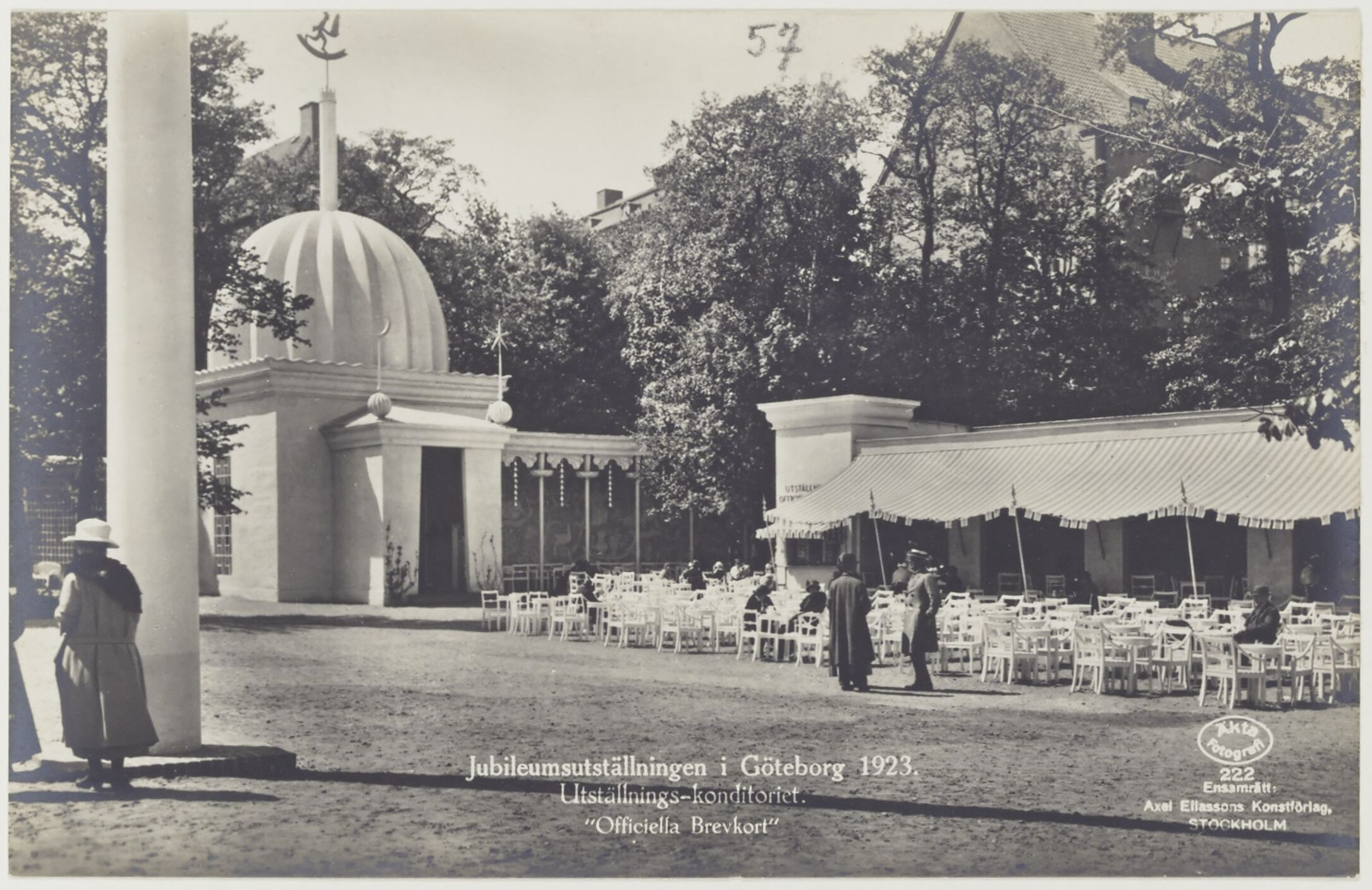
Bengtas konditori.
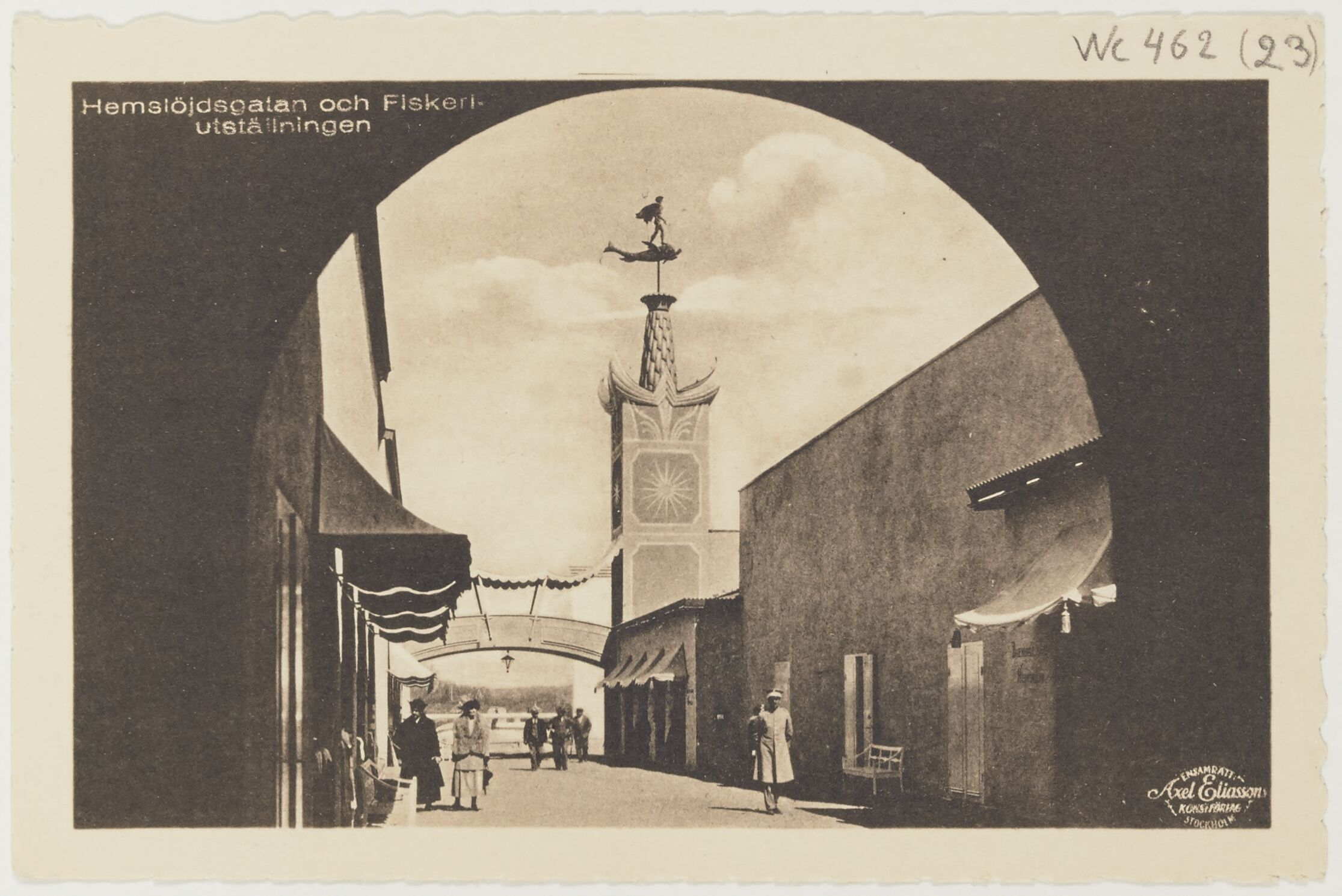
Hemslöjdsgatan och Ostindiska tornet.
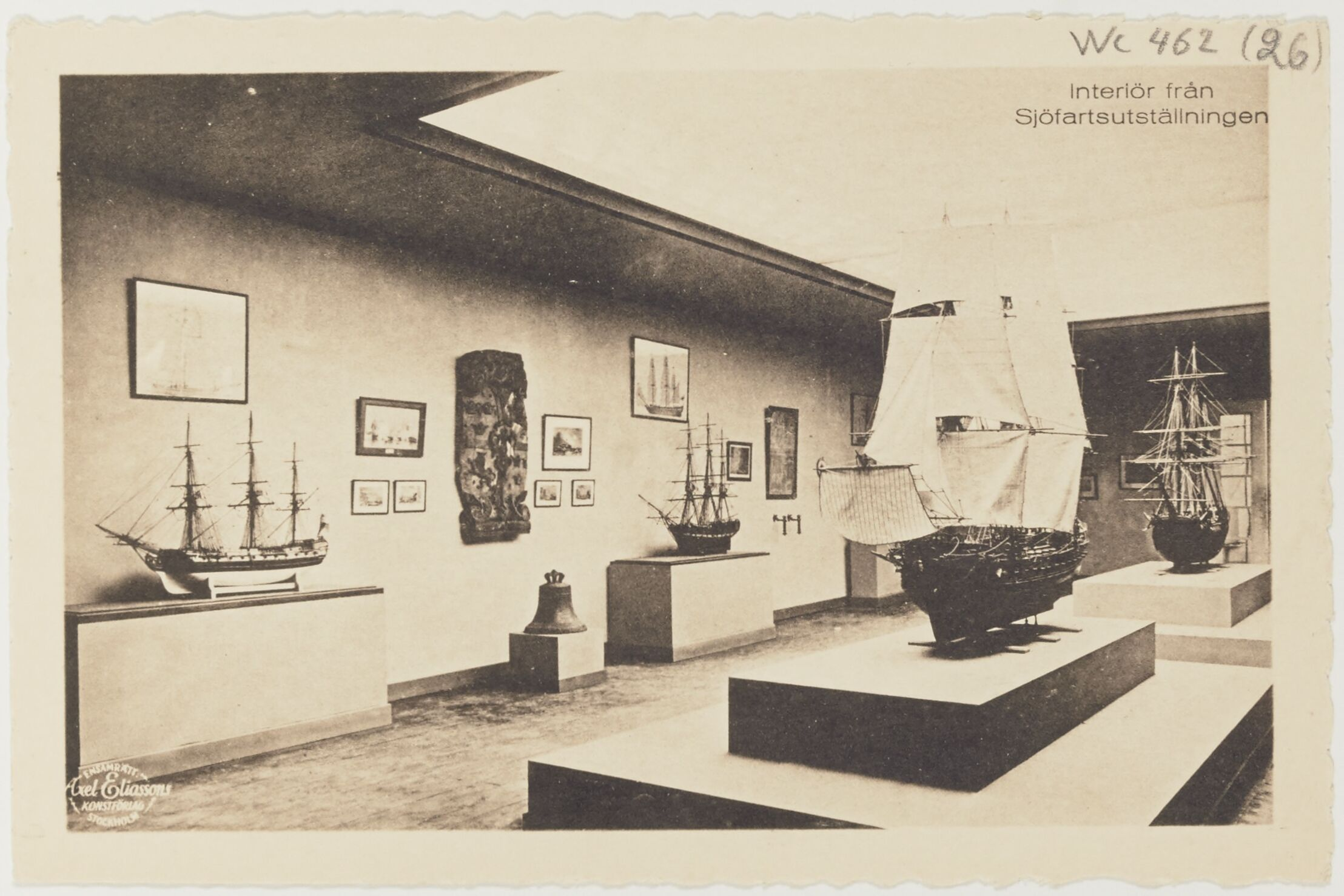
Interiör från Sjöfartsutställningen.
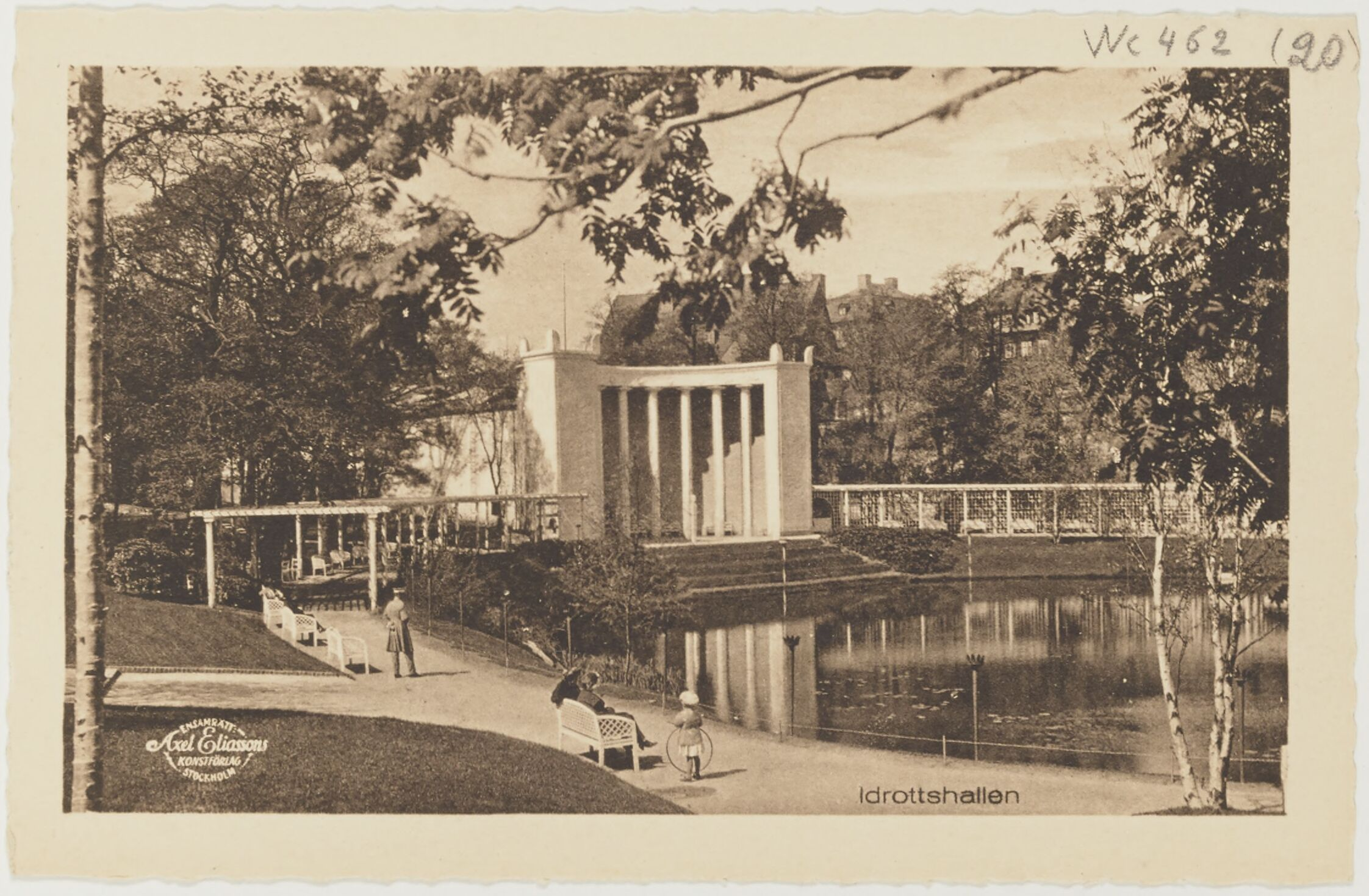
Idrottshallen vid Näckrosdammen.
Bergbanan.
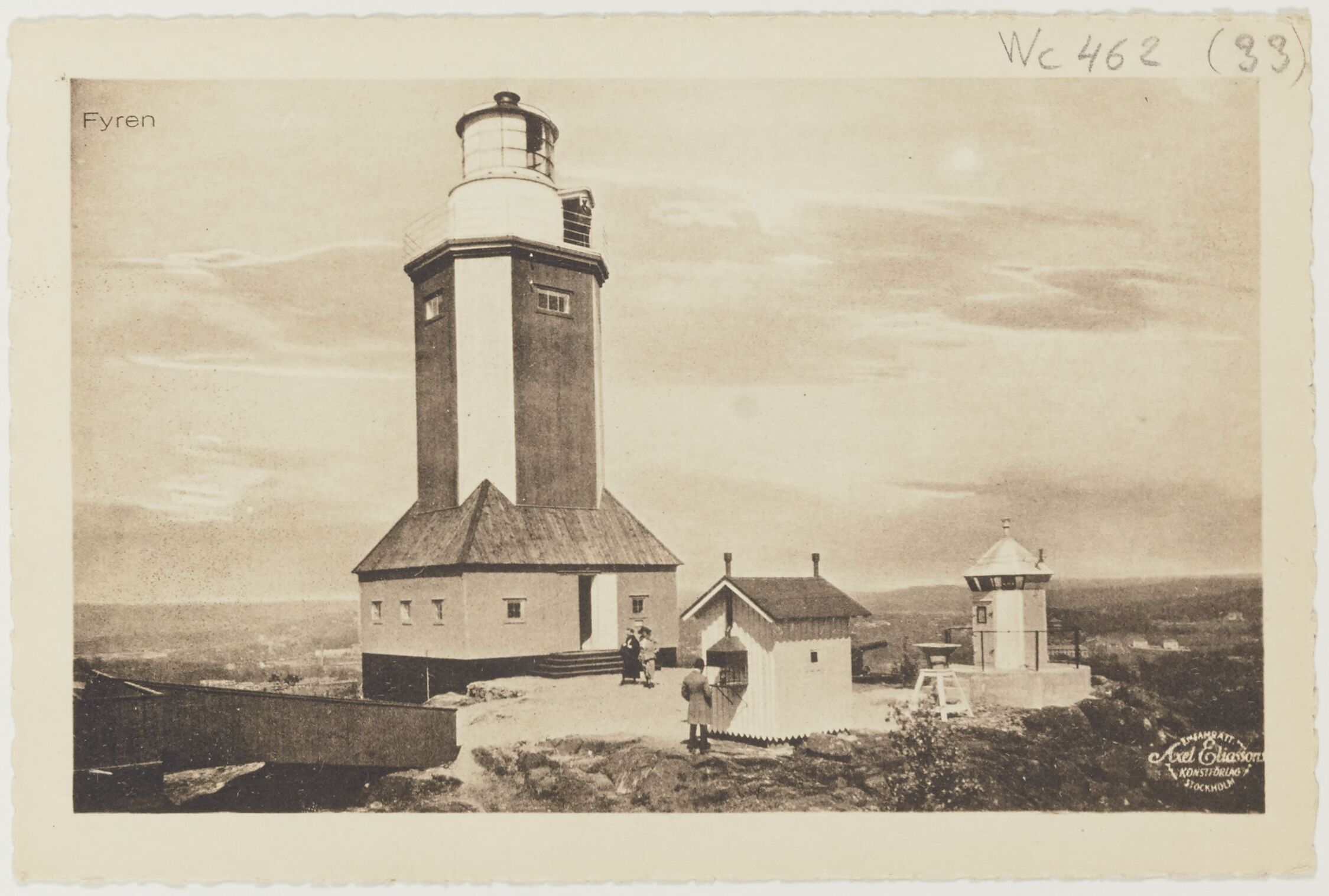
Fyrtornet.
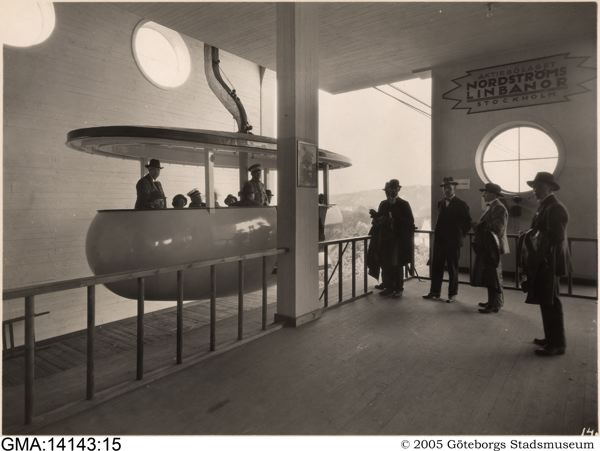
Linbanan Gondolen.
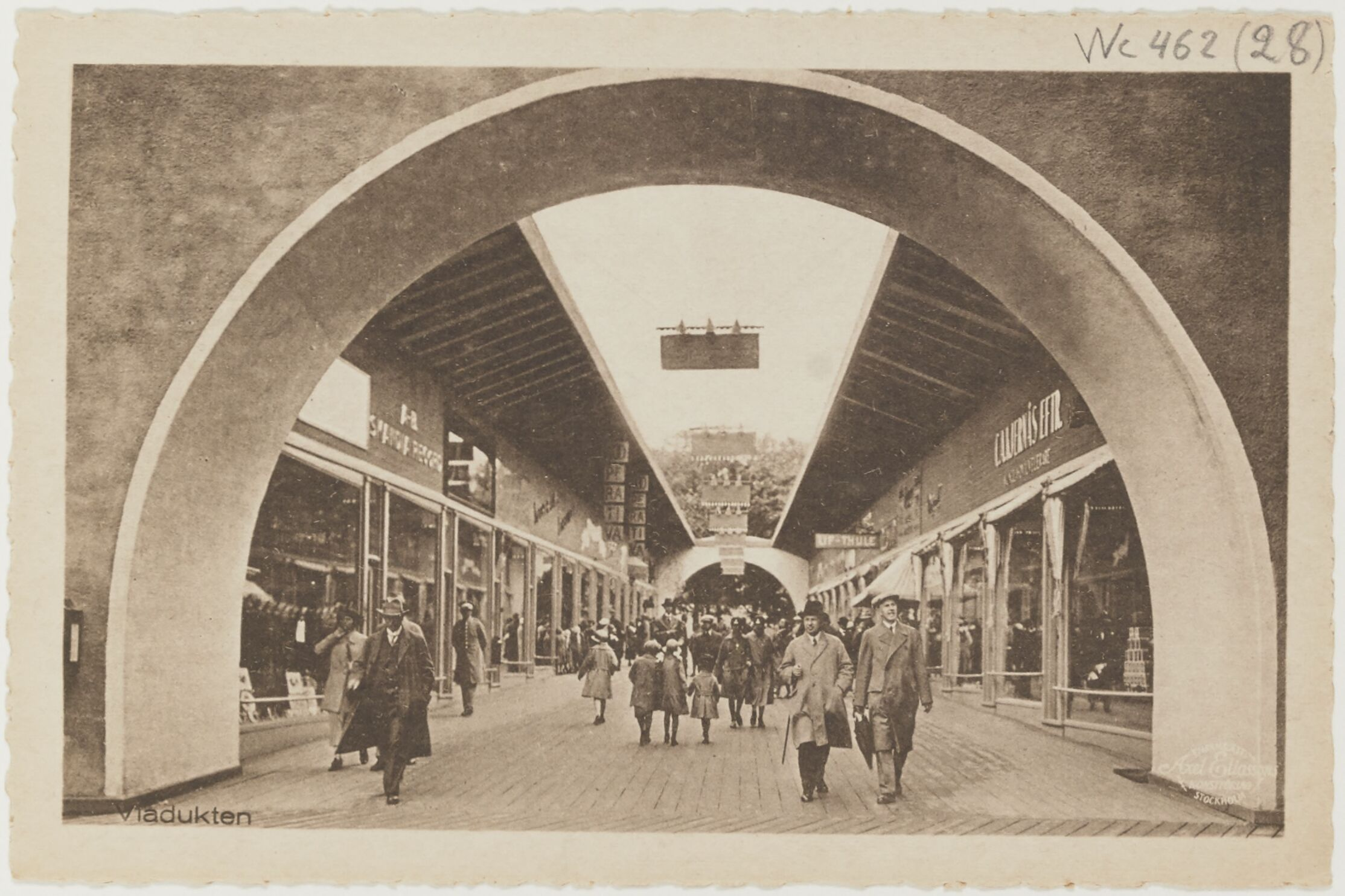
Viadukten.

#### Exportutställningen

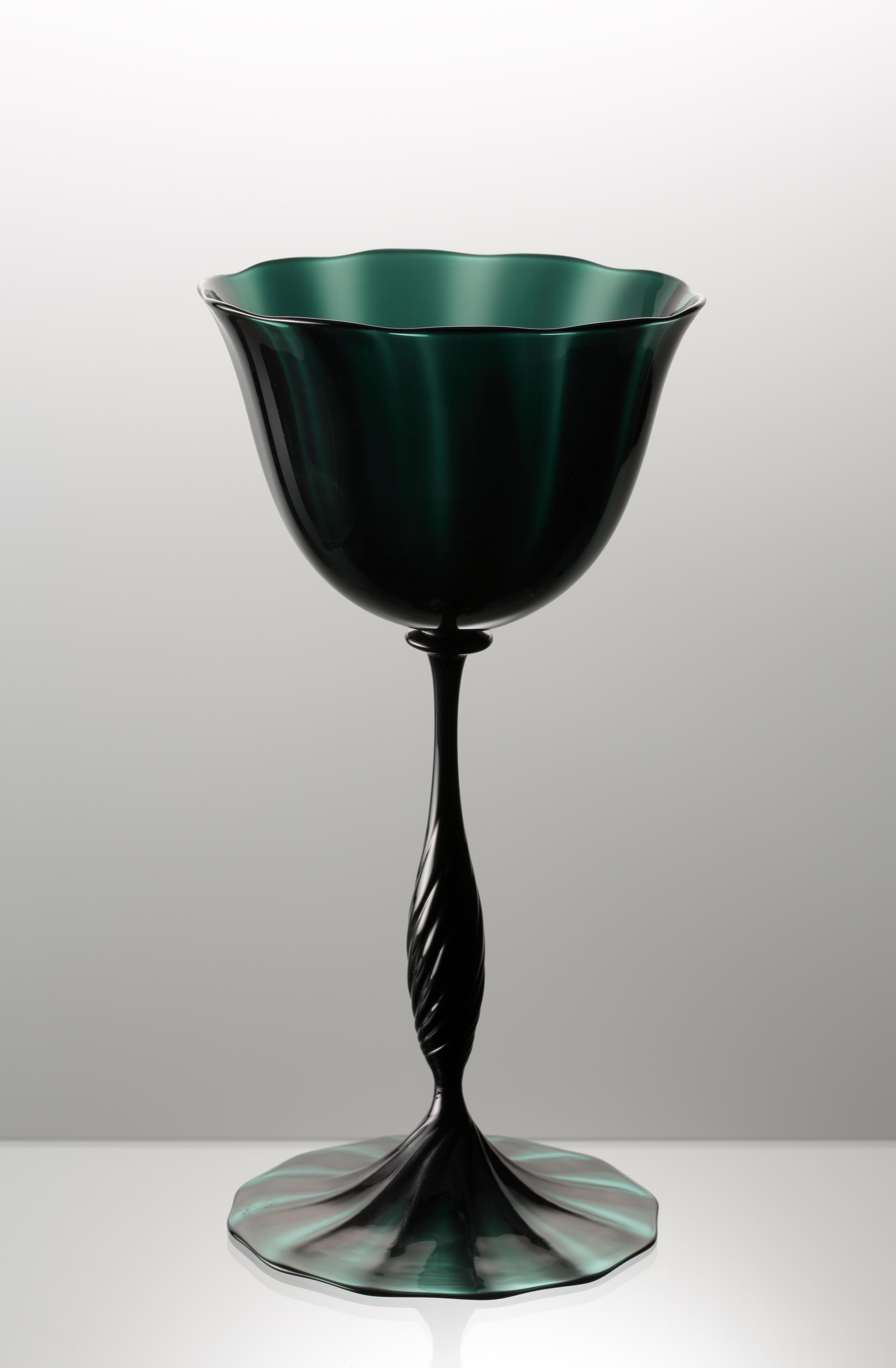
Pokal Slottsglas tillverkad för utställningen av konstnären Simon Gate och glasblåsare Knut Bergqvist

Här visades västsvensk industri och nationella företag som hade exportinriktad produktion.
Exportutställningen med Exportgården låg på ett ungefär där Svenska Mässan ligger idag och var i sin tur indelad i Järngården, Stengården och Trädgården. 
- Järngården
  - Pommactornet låg direkt till höger när man kom över Viadukten från Historiska utställningen.
  - Kafé Röda valven
  - Exporthallen
  - Pripps restaurang låg på ena långsidan av Exportgården.
  - Hallen för metallmanufaktur, textilindustri, gummi- och lädervaror o.s.v. låg på andra långsidan av Exportgården
  - Stora maskinhallen
- Stengården
  - Hallen för sten-, cement-, ler- och glasindustri
- Trägården
  - Hallen för skogsbruk samt trä-, pappers- och grafisk industri

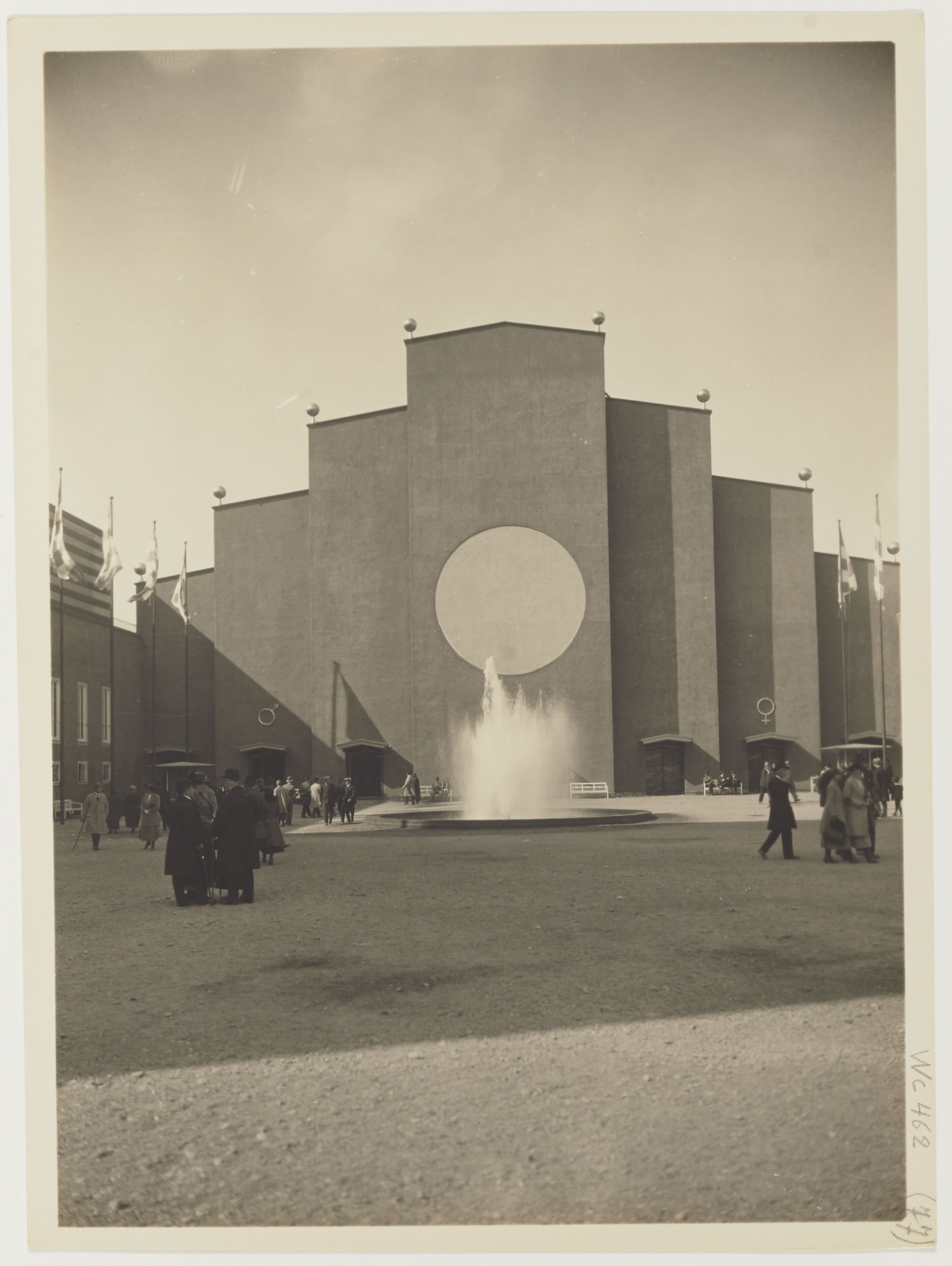
Stora maskinhallen.
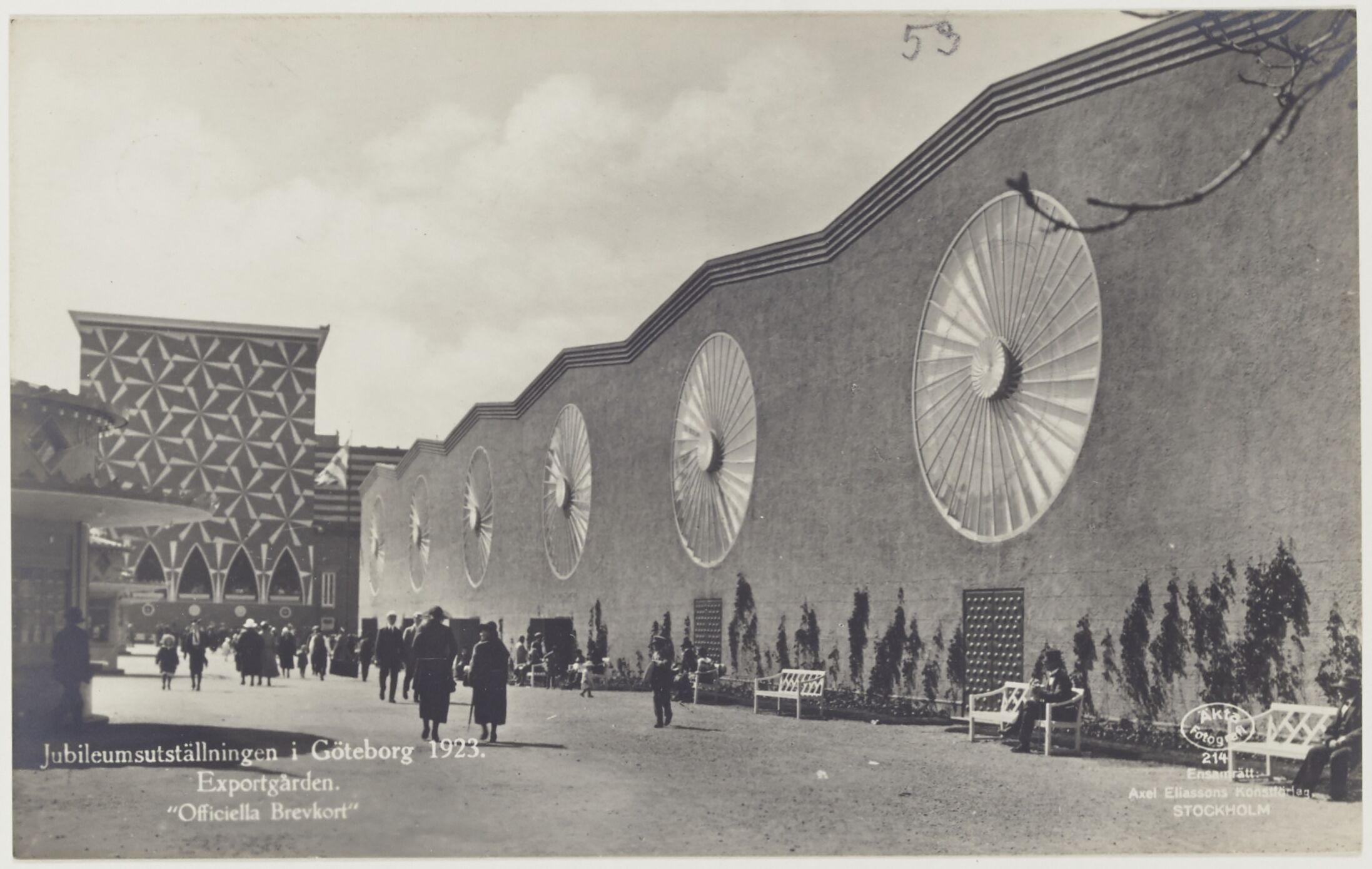
Exportgården, med Exporthallen och Kafé Röda valven i fonden.

#### Lisebergs nöjesfält

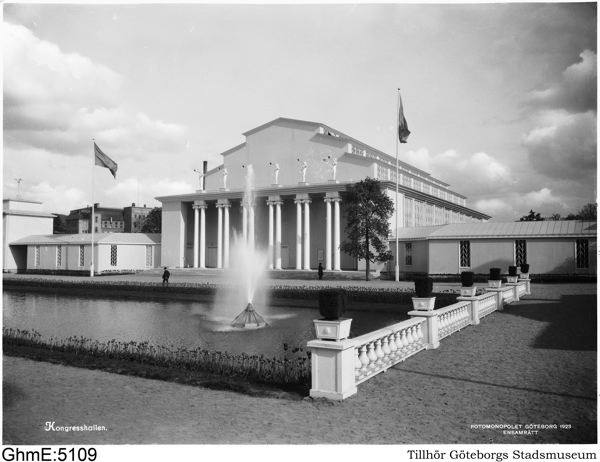
Kongresshallen på Liseberg, som brann ner 1973.

Redan tidigare hade här funnits ett landeri och en park som nu omvandlades till en nöjespark.
Här följer ett urval av byggnader och åkatraktioner som byggdes till jubileumsutställningen:
- Kongresshallen - totalförstördes i en brand 9 oktober 1973
- Spegeldammen
- Lisebergs Wärdshus
- Tivoli-restaurangen
- Stora dansbanan
- Flygkarusellen
- Galoppen
- Berg- och dalbanan
- Hasselblads restaurant
- Fröåsa handpappersbruk, som inköptes från Småland och återuppfördes på Lisebergsområdet. Det monterades ned omkring 1950 och återuppfördes i Virserums hembygdspark.
- Tanagra teater kallade sig för världens minsta teaterscen och hade dagliga föreställningar. Den låg vid Lisebergs södra ände, alldeles öster om dagens Flumeride (jämför plan över Liseberg från mars 1924, volym L I:21 i utställningens arkiv, som förvaras i Region- och Stadsarkivet Göteborg).

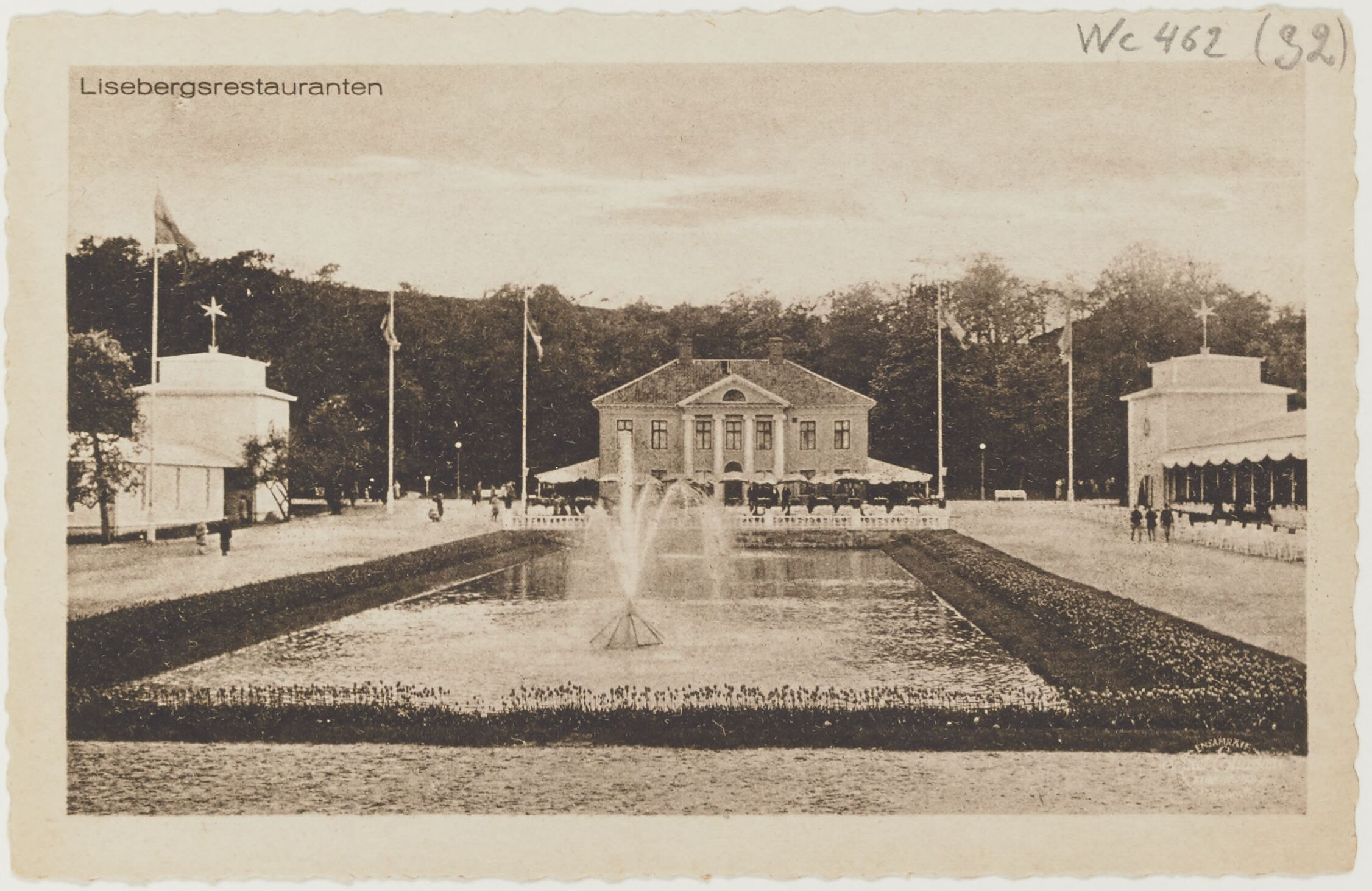
Spegeldammen.
Kongresshallen till vänster och Lisebergs Wärdshus till höger.
Inetriör från Kongresshallen.
Flygkarusellen och Berg- och dalbanan.
Berg- och dalbanan.
Galoppen.
Stora dansbanan.

#### Lantbruks-, luftfarts- och trädgårdsutställningen

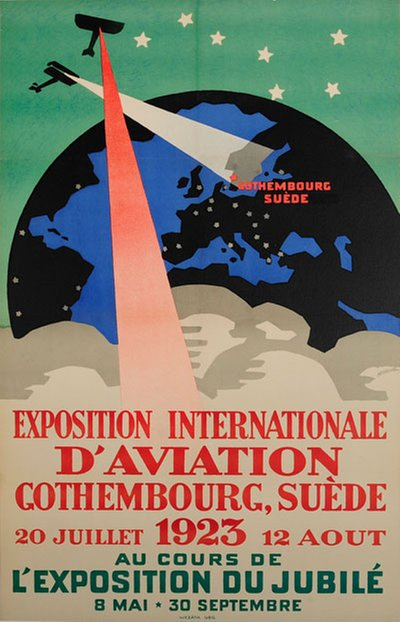
Franskspråkig affisch för Internationella luftfartsutställningen (ILUG).

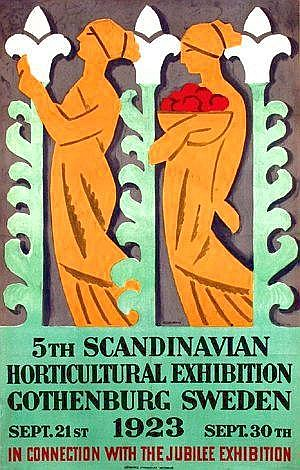
Franskspråkig affisch för Trädgårdsutställningen.

Lantbruks-, luftfarts- och trädgårdsutställningarna avlöste varandra i lokaler vilka hade byggts separat på Heden och upptog cirka 224 000 m². Lantbruksutställningen, eller 22:a Allmänna Svenska Lantbruksmötet som det också hette, invigdes av kung Gustaf V den 19 juni och pågick till den 24 juni. Internationella luftfartsutställningen (ILUG) pågick mellan 20 juli och 12 augusti, medan Femte nordiska trädgårdsutställningen pågick mellan 21 och 30 september. De tre utställningarna inhystes alltså i ungefär samma lokaler men vid olika tidpunkter. 
Flygtävlingarna som ingick i ILUG höll till ute på nyinvigda Torslanda flygfält och bussar avgick från Gustaf Adolfs Torg till flyguppvisningarna och tävlingarna vid flygfältet.

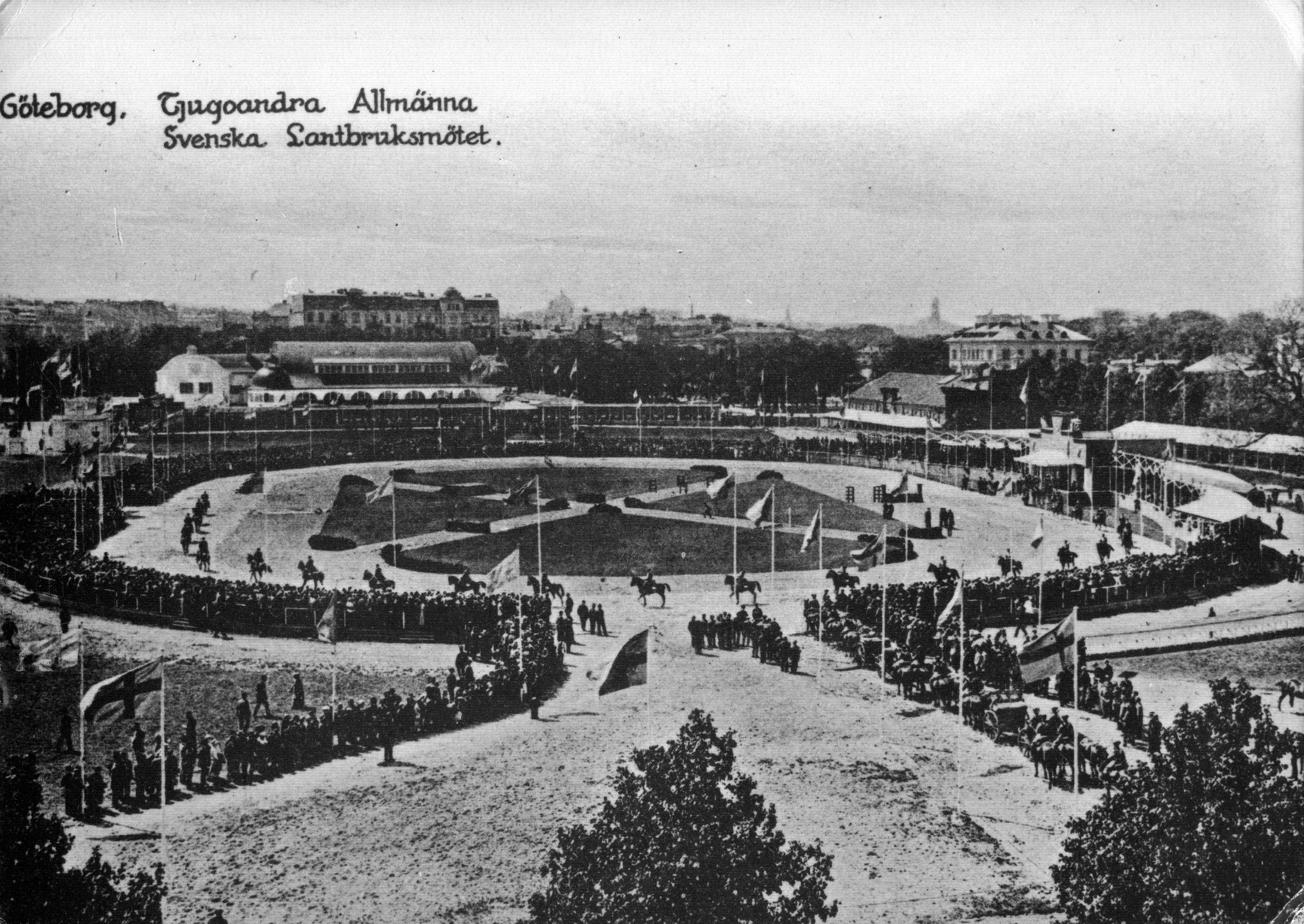
Lantbruksmötet på Heden, 1923.
Exteriör av byggnaderna på Heden.
Exteriör av byggnaderna på Heden.
Entrén till Heden.
Internationella luftfartsutställningen på Heden med ballongfältet.
Torslanda flygfält under Internationella luftfartsutställningen, 1923.

## Institutioner och konstverk skapade inför utställningen

### Byggnader och institutioner som anlades utanför utställningsområdet
- Botaniska trädgården
- Göteborgs Naturhistoriska Museum
- Slottskogsvallen

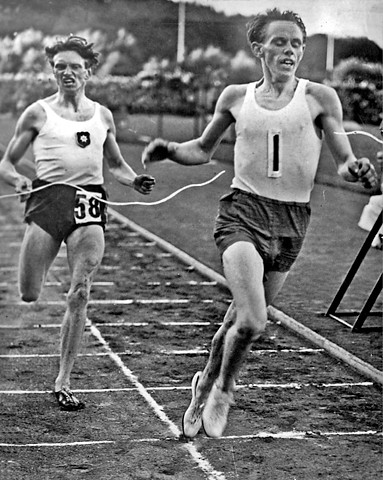
Gunder Hägg (till höger) sätter nytt världsrekord den 1 juli 1942 på distansen en engelsk mil på Slottskogsvallen som byggdes till Göteborgsutställningen 19 år tidigare.

- Jubileumshotellet, eller Bungalowhotellet som det först hette, uppfördes utanför Exercishedens norra hörn utmed Parkgatan, Stureplatsen och Nya Allén. Arkitekter var Sigfrid Ericson och Arvid Bjerke. Hela hotellet sattes upp av Nordiska kompaniet, Ferd. Lundquist i Göteborg och en göteborgstapetserare F. Petersén. Hotellet bestod av en våning och hade 140 rum, varav 92 dubbelrum. Chef för hotellet var Dagmar Waldner. Enkelrummen kostade 10 kronor, dubbelrummen 15 kronor och de större dubbelrummen med eget badkar kostade 18 kronor per natt.[7]

### Konstverk som tillkom i samband med utställningen
- Venetianska master - Flaggstängerna på Gustaf Adolfs torg, skapade av arkitekt Ragnar Ossian Swensson och konstnären Bror Chronander.
- Danserskorna - skulptur av Carl Milles från 1915, som skänktes till Konstmuseets öppnande 1923 av A. Fagerström.

## Konstutställningarna
Under jubileumsutställningen anordnades ett antal konstutställningar. De två mest uppmärksammade var de två utställningar som visades i det nybyggda konstmuseet och konsthallen. Utställningen som också hette Jubileumsutställningen pågick mellan 8 maj och 15 oktober och var dels en genomgång av västsvensk konst från 1800-talet och den andra, "Nordisk Konst", en mönstring av den nordiska genombrottsgenerationen inom modernismen. Utställningen hade utarbetats av Axel Romdahl i samråd med Richard Bergh, August Brunius och Jens Thiis. Den äldre utställningen visades i en lokal i konstmuseet och likaså den svenska delen av den moderna utställningen. De resterande nordiska länderna ställde ut på Göteborgs Konsthall vilket var en större byggnad än vad den är idag. Utställningskommissarierna, vilka valde ut vilka konstnärer som skulle representera varje land var; Carl V. Petersen (Danmark), Sigurd Frosterus (Finland), Per Deberitz (Norge) och Romdahl själv för Svenska avdelningen. I den lokal som vi idag kallar Göteborgs Konsthall visades den norska delen av utställningen med bland andra Edvard Munch. Den danska, med bland andra Jens Ferdinand Willumsen, och finska delen, med bland andra Juho Rissanen, visades i två intilliggande byggnader som idag är rivna.
Utöver dessa två stora konstutställningar pågick det ett antal utställningar med äldre svensk konst och dessa visades i det så kallade kulturhistoriska blocket.
Minst 3 500 verk visades under Jubileumsutställningen vilket gjorde det till en av de absolut största konstutställningarna som någonsin sammanställts i Sverige vid denna tiden.

## Det inledande programmet
- Måndag den 7 maj: Kl. 10 samlades Jubileumsutställningens styrelse för ett sammanträde och gjorde därefter en rond på utställningsområdet. Kl. 10.30 samlades på inbjudan av pressbyrån hitresta och stadens egna tidningsmän på Götaplatsen för en rundtur på utställningsområdet. Kl. 13.30 var det mottagning på Börsen då det av Göteborgs stads damer till staden skänkta standaret överlämnades. Inbjudna till mottagningen var regeringens ledamöter, riksdagens talmän, svenska och utländska envoyéer, landsstaten, magistraten i Göteborg och stadsfullmäktige, svenska och utländska städers representanter, lärda samfund, handelskammare och pressen. Kl. 19 blev det gemensam kamratfest för pressmännen på Lorensbergs Restaurant och kl. 20 galaföreställning på Stora Teatern för särskilt inbjudna.
- Tisdag den 8 maj: Kl. 7-7.15, klockringning i stadens kyrkor. Det kungliga tåget anlände kl. 7.55, då svensk lösen sköts. Kl. 9.30-10.15, Te Deum i stadens kyrkor. I Domkyrkan reserveras plats för de kungliga och särskilt inbjudna gäster.
- Jubileumsfesten på Gustaf Adolfs Torg: Kl. 10.30 var det samling på Börsen med stadsfullmäktige, magistraten, drätselkammaren och andra av staden inbjudna. Den kungliga cortégen avgick 10.45 från Residenset till Gustaf Adolfs Torg. Vid kungens ankomst kl. 11 spelades Kungssången, därefter första delen av jubileumskantaten "Minnet". Därefter tog diverse tal för staden och dess grundläggare vid. En krans nedlades vid Gustaf Adolfs staty av stadsfullmäktiges ordförande och borgmästaren. Även kungen nedlade en krans vid statyn. Avslutningsvis sjunges "Du gamla, Du fria". Minnesfesten på Gustaf Adolfs Torg avslutades 11.45, då den kungliga cortégen återvände till Residenset.
- Det högtidliga öppnandet: Utställningens portar öppnas för allmänheten kl. 11.30.[8]
- Klockan 17.00 avgick det "Historiska festtåget" från Exercisheden. Det bestod av sexton vagnar, med olika teman:

1. Åtta härolder i Göteborgs färger öppna tåget med klingande fanfarer
2. Havet som givit bygd och stad bärgning och rikedom sedan urminnes tid bringas i åskådarnes tanke genom en val, grenslad av en sjögud med treudd och omgiven av lekfulla böljeflickor
3. Älven, förbindelselänken mellan det västsvenska inlandet och havet, med forsarnes mäktiga kraft och den lugna farleden framträder i gestalt av Näcken på sin skumhöljda klippa och av svanornas glidande tåg mellan säven
4. Stenåldersfolket fann boplatser utmed strandvallarna, närde sig av jakt och givande fiske. Med förenade viljor reste de stendösarnes jättevårdar över döda stormän.
5. Bronsålderns bohuslänningar hugfäste i hällen sin tro och sina bragder. I festligt tåg föra de solens blänkande skiva. Ur svängda lurar klingar deras högtidslåt.
6. Vikingarnes drake stävar stolt utför älven mot havet på väg till Brännöarns marknad eller mot fjärran bytesrika kuster.
7. Sankt Sigfrid med sina tre fränder Unaman, Sunaman och Vinaman har kommit från England för att förkunna Vite Krists lära. Om den framgång som följt honom vittnar tåget av primsignade i »vita vådor».
8. Gullbergs fäste stod som ett värn för det envist bestridda svenska herraväldet över älvens mynning. Enligt sägnen värjdes det ärorikt av hövitsmannen Mårten Krakows hustru Emerentia Pauli och hennes tärnor, år 1612.
9. Göteborgs vapen, av Gustav II Adolf förlänat staden vid dess grundande, föres å en triumfvagn, dragen av sex vita hästar. En borgare och en krigsman stå som hedersvakter; ryktesgudinnor lagerkrona skölden.
10. Hantverket blomstrade inom mångfaldiga skrån och ämbeten. Vi se hantverksmännen församlade kring sina skrålådor och välkommor.
11. Karl X Gustav har under riksdagen i Göteborg 1660 bortryckts från stora värv och planer. Sorghärolderna förkunna den förlust riket lidit. Djäknarna vid Göteborgs skola följa efter i svarta kappor och med krusflor på hattarna.
12. Lars Gatenhjelms slup med örlogsflagg och slupkläde, som det anstår en Konungens Troman och Commendeur till Sjös, ror ut för att inspektera en införd pris.
13. Manufacturerna trivas. Herdinnan vallar sina ullfår i ljusblå sidenband, och den flinke vävaren i gula nankingsbyxor sysslar med sina redskap. En grupp i 1700-talsporslinets stil.
14. Bergsbruk och skogar ge rikedom åt Göteborg. Kolmilan ryker, furorna fällas, släggorna gå.
15. Ostindiefararna segla ut från Göteborg och komma tillbaka med kinesernas blåa krukor och gula siden, med indiska kryddor, med kaffe och te och tobak.
16. Borgerskapets kavalleri rider ut för att hälsa Gustav III vid hans besök i Göteborg 1787. Det är stadens rikaste och förnämsta herrar och de ha bestått sig splitter nya uniformer. Med välbehag skola de ögnas av en huld monark, som skänker sina landsfaderliga omsorger åt både commercien och militien.
Färden fortsatte utmed Parkgatan–Kungsportsavenyen–Östra Hamngatan–Södra Hamngatan–Skeppsbroplatsen–Skeppsbron–Rosenlundsgatan–Järntorgsgatan–Järntorget–Linnégatan–Övre Husargatan–Skanstorget–Sprängkullsgatan–Vasagatan–Kungsportsavenyen–Götaplatsen–Berzeliigatan–Södra Vägen–Korsvägen och fortsatte därefter in på Lisebergsområdet, där det upplöstes.

## Einsteins besök

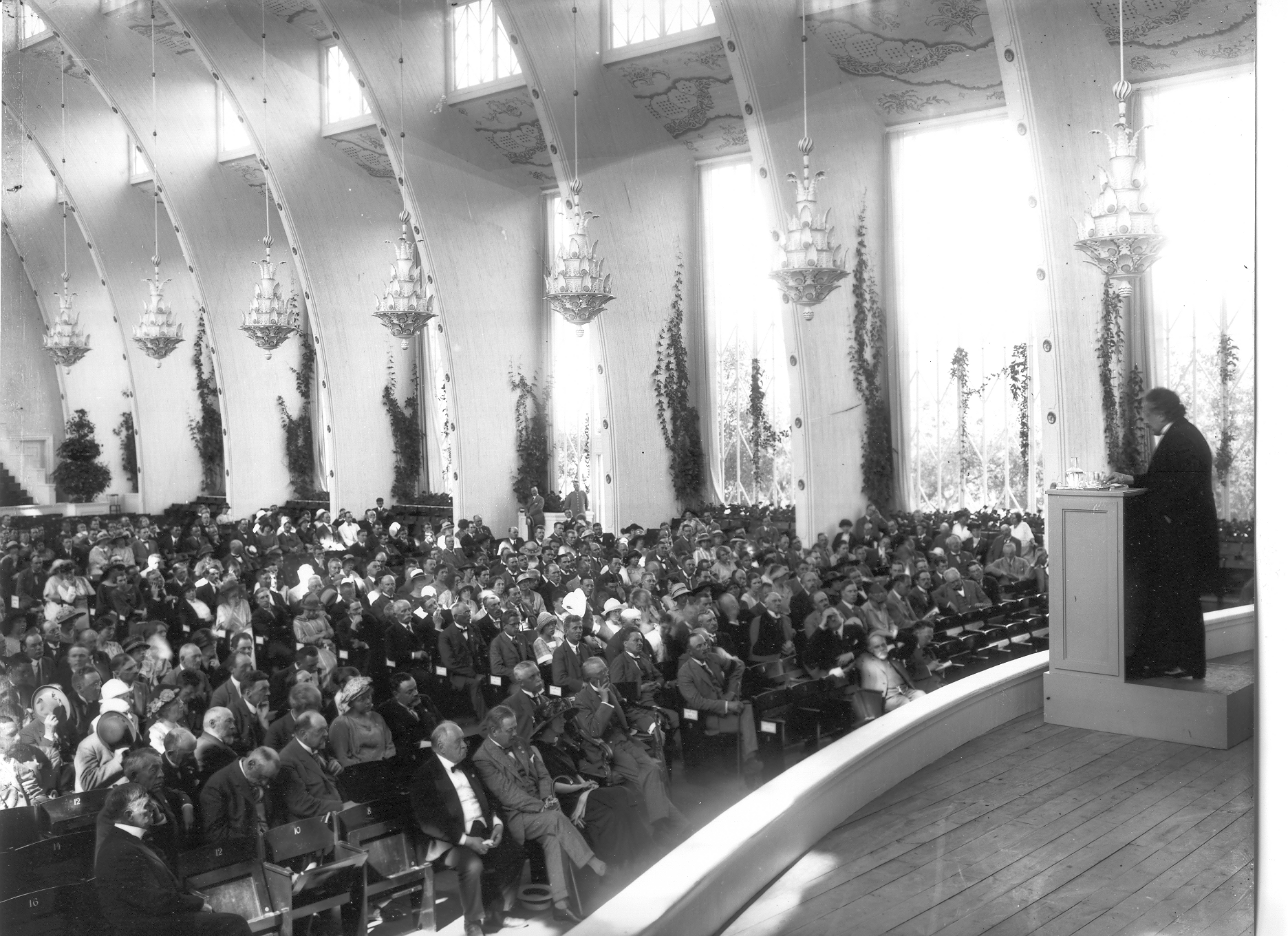
Einstein håller sin föreläsning i kongresshallen på Liseberg 1923. På bilden syns kung Gustaf V, Gustaf Ekman och Svante Arrhenius

Se även: Albert Einstein (avsnittet "Albert Einstein i Sverige")
En av de händelser som fick stor internationell uppmärksamhet under utställningen var att Albert Einstein höll en föreläsning den 11 juli i Kongresshallen på Liseberg. Han hade bjudits in av kemisten Svante Arrhenius som satt i nobelkommittén.

## Övrigt
Under hela utställningsperioden publicerades en tidning i kvällstidningsformat med information och putslustigheter kring utställningen. Tidningen sattes samman av en så kallad publikationskommité där lektorn Lars Wimarson var sekreterare och redaktör.
Den 26 december 1923 var det premiär för filmen Boman på utställningen, som delvis utspelade sig på Jubileumsutställningen.

## Epilog

Landshövding Oscar von Sydow och stadsfullmäktiges ordförande Axel Carlander avslutar utställningen den 15 oktober 1923 genom att skriva sista raderna i "den gyllene boken" (minnesboken).

Då utställningen stängde den 15 oktober hade den besökts av 4,2 miljoner besökare varav 41 000 var utländska besökare. Då det preliminära bokslutet presenterades efter närmare ett år visade detta på 4,4 miljoner kronor i underskott (motsvarande penningvärde 2006, var 104 miljoner kronor). Detta motsvarade nästan hela 1918 års beräknade kostnad för utställningen. När det slutgiltiga bokslutet kom 1925 fick Göteborgs stad gå in och täcka underskottet. För att kunna klara detta var dock staden tvungen att låna upp hela summan, vilket påverkade Göteborgs ekonomi för många år framöver. Trots detta beviljades utställningsstyrelsen ansvarsfrihet av stadsfullmäktige den 25 augusti 1927. Beslutet om ansvarsfrihet fattades med fyrtiotvå röster för och åtta emot. Under debatten som föranledde beslutet förordade högerpartierna, vilka tagit initiativ till utställningen, ansvarsfrihet. Vänsterblocket, som i initialskedet varit emot utställningen, var i början av debatten emot att bevilja styrelsen ansvarsfrihet.
Under utställningens 161 dagar regnade det 111 dagar, vilket starkt bidrog till att budgeten överskreds med cirka 7 miljoner kronor.